# Vesca
Vesca is een plaats in Slovenië en maakt deel uit van de gemeente Vodice in de NUTS-3-regio Osrednjeslovenska. De plaats telde 69 inwoners op 1 januari 2020.